# Coleophora haplopennella
Coleophora haplopennella é uma espécie de mariposa do gênero Coleophora pertencente à família Coleophoridae.